# Ranunculus paludosus
Ranunculus paludosus — вид квіткових рослин родини Жовтецеві (Ranunculaceae). Етимологія: лат. paludosus — «болотистий».

## Морфологічна характеристика
Ця багаторічна рослина з базальною розеткою листя досягає 50 см заввишки. Листки злегка розділені. Великі жовті квіти діаметром до 35 мм. Насіння сім'янки, мають прямий дзьоб. Цвіте в період з лютого по квітень.

## Поширення
Батьківщина. Південна Європа, Північна Африка, Західна Азія — Алжир, Чорногорія, Хорватія, Кіпр, Франція, Греція, Іспанія, Андорра, Гібралтар, Ізраїль, Йорданія, Італія, Ліван, Лівія, Сирія, Португалія, Марокко, Мальта, Сербія, Туніс, Туреччина. Населяє глибокі вологі ґрунти, піщані, кам'янисті або крейдяні ґрунти. Росте на луках, сезонно затоплених землях у макі, лісових масивах і відкритих трав'янистих і кам'янистих місцях.

## Галерея

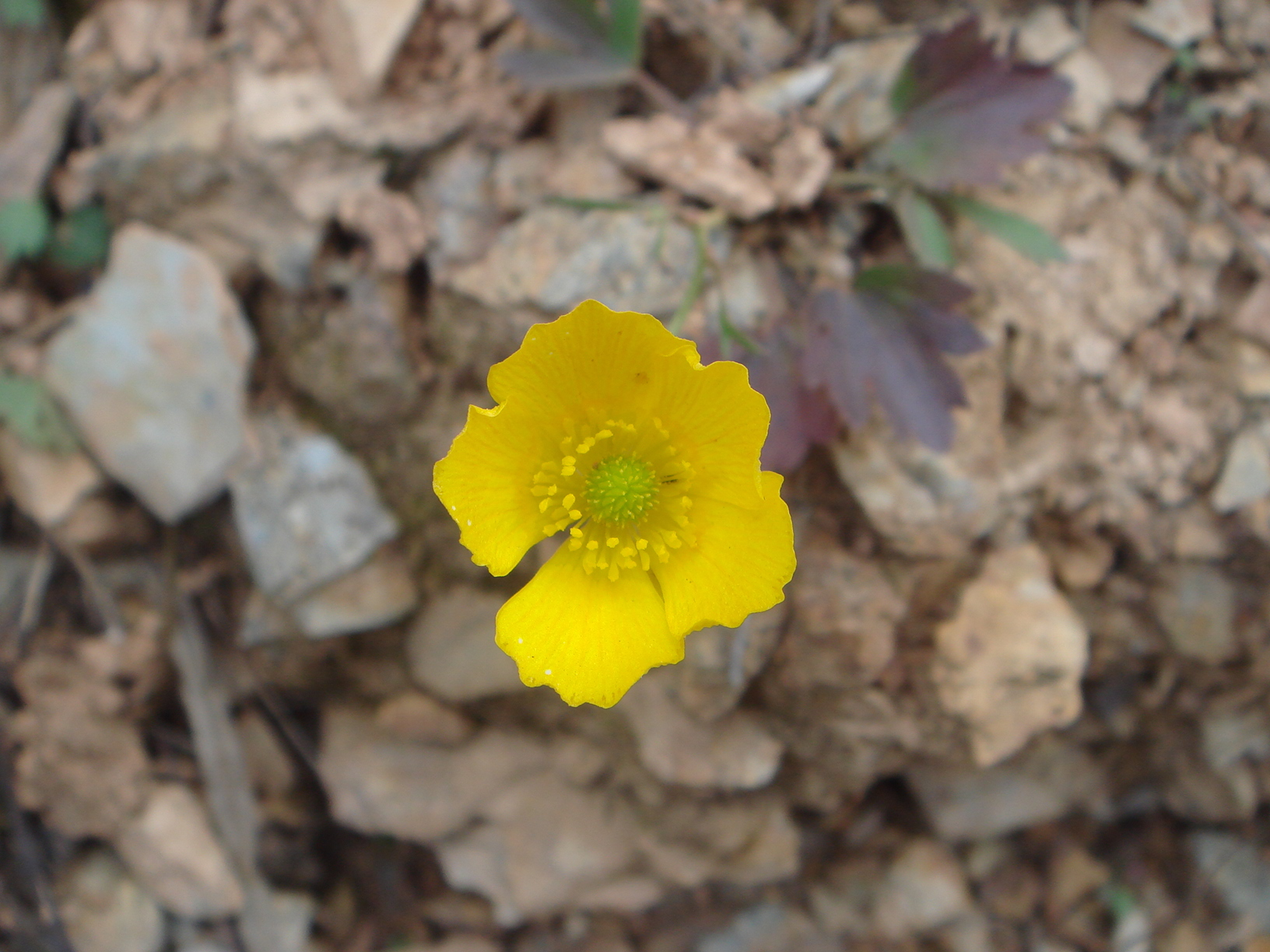